# Economia de Ghana

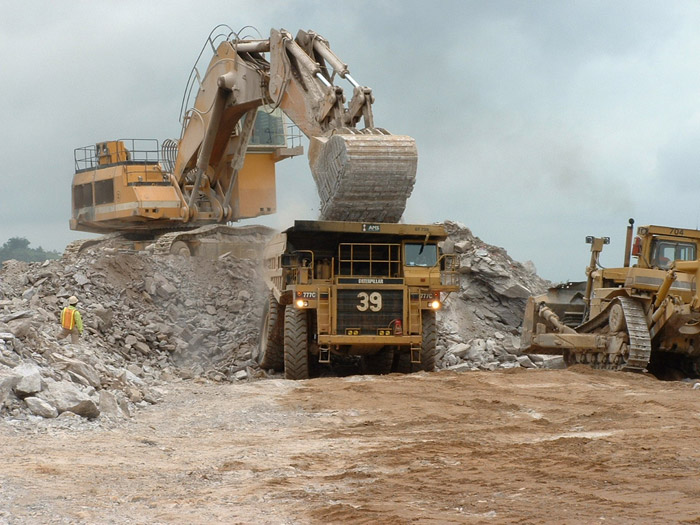
Mineria d'or a Ghana.

L'economia de Ghana es va enfortir gràcies a una sòlida gestió durant un quart de segle, a un ambient de negocis competitiu i les reduccions persistents en els nivells de pobresa. El país és un dels més rics de l'Àfrica tropical, i la seva economia es basa en l'extracció de recursos naturals i en l'agricultura. En 2009 el país va signar un programa de reducció de la pobresa de tres anys amb el FMI per millorar l'estabilitat macroeconòmica, la competitivitat del sector privat, el desenvolupament dels recursos humans i el bon govern i la responsabilitat civil. Una sòlida gestió macroeconòmica, combinada amb preus més alts pel petroli, l'or i el cacau va ajudar a sostenir un alt creixement del PIB entre 2008 i 2012.

## Sector primari
La principal font d'ingressos dels agricultors és el cacau i els seus productes derivats, que normalment solen consistir en dos terços de les exportacions. Exporta també fusta, oli de palmell, el coco i altres productes de la palmera, el karité, del que s'extreu greix comestible i el cafè.

Cultiu d'ananàs a Ghana.

A més d'aquests productes tradicionals, Ghana ha incorporat a la seva agricultura nous productes amb èxit, com pinyes, anacards, pebre negre, nyam, tapioca, plàtans, blat de moro, arròs, cacauets, mill i sorgo. També disposa d'aus de corral i carn.
Es practica la mineria - principalment d'or, diamants, manganès i bauxita. L'únic pou petrolífer que hi havia es va abandonar després de produir 3.5 milions de barrils (560 000 m²) durant set anys, però hi ha indicis de la presència de gas natural.

## Indústria
La indústria de Ghana està relativament avançada si es compara amb altres països africans. Les indústries més importants són les de les àrees dels tèxtils, d'acer, pneumàtics, la refineria de petroli, el molt de farina, la destil·laria, el tabac, i el muntatge de cotxes, camions i autobusos.

## Serveis
El sector de serveis respon per 50% del PIB del país.